# Kenmore (New York)
Pour les articles homonymes, voir Kenmore.
Kenmore est un village situé dans le comté d'Érié, dans l'État de New York, aux États-Unis,. En 2010, il comptait une population de 15 423 habitants, estimée au 1er juillet 2020 à 15 205 habitants.

## Démographie
Lors du recensement de 2010, le village comptait une population de 15 423 habitants. Elle est estimée, en 2020, à 15 205 habitants.